# Hymenomima semialba
Hymenomima semialba là một loài bướm đêm trong họ Geometridae.